# Estonia-monument

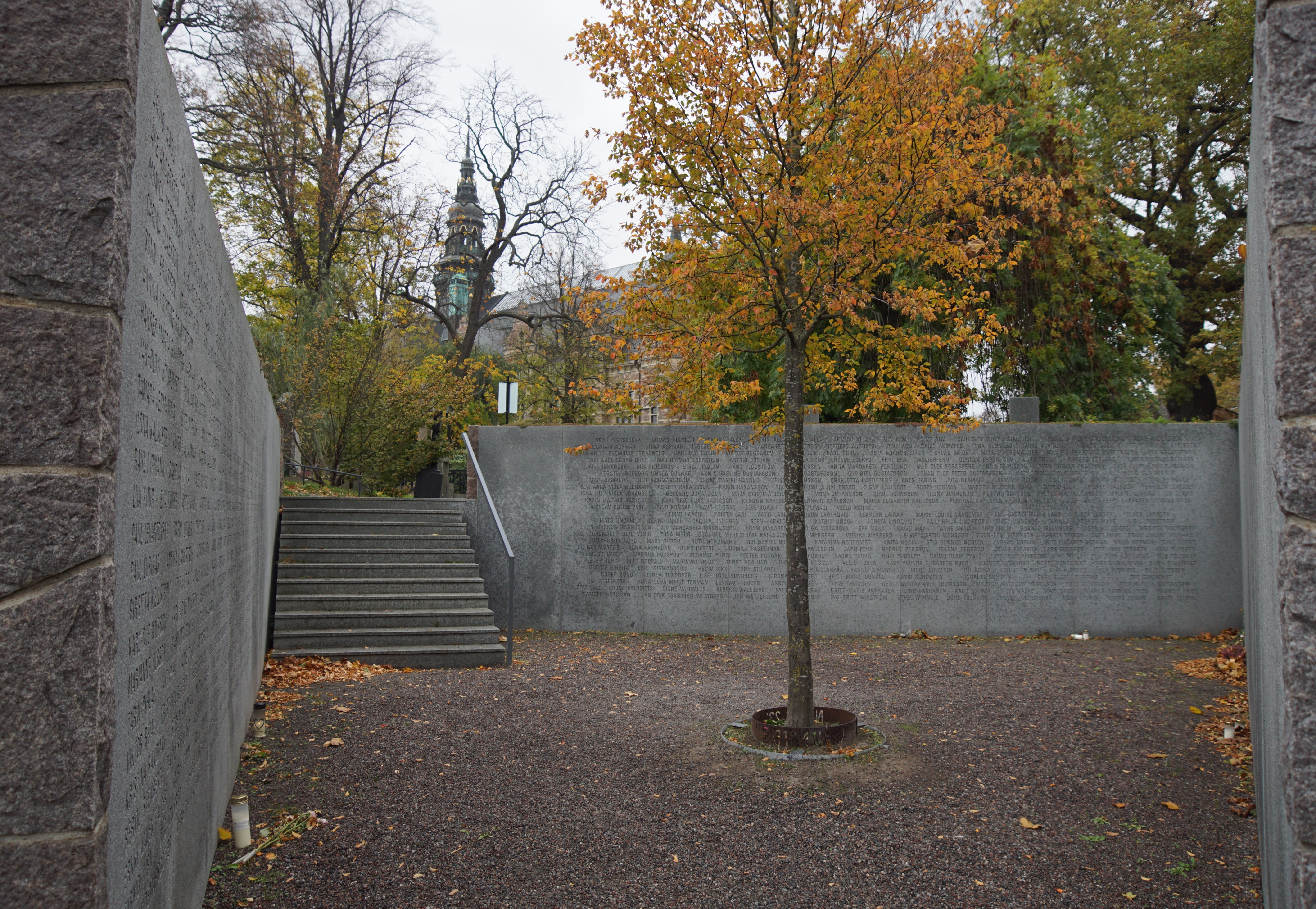
Het Estonia-monument in Stockholm.

Het Estonia-monument is een monument ter herinnering aan de slachtoffers van de scheepsramp met de veerboot Estonia in 1994, bij het kerkhof Galärvarvskyrkogården in het district Djurgården van de Zweedse hoofdstad Stockholm.
Het monument is gemaakt van licht graniet en is een ontwerp van de Poolse beeldhouwer Mirosław Bałka. De basisvorm is een driehoek met een ingang aan de korte zijde. Ertegenover leidt een stenen trap naar de begraafplaats Galärvarvskyrkogården. Op de wanden van het monument zijn de namen van 815 van de 852 mensen gegraveerd die slachtoffer werden van deze ramp. Zevenendertig namen werden op verzoek van de nabestaanden niet opgenomen.
In het midden van het monument is een boom geplaatst met onderaan een ijzeren ring waarop de coördinaten staan vermeld van de plaats waar de Estonia is gezonken.

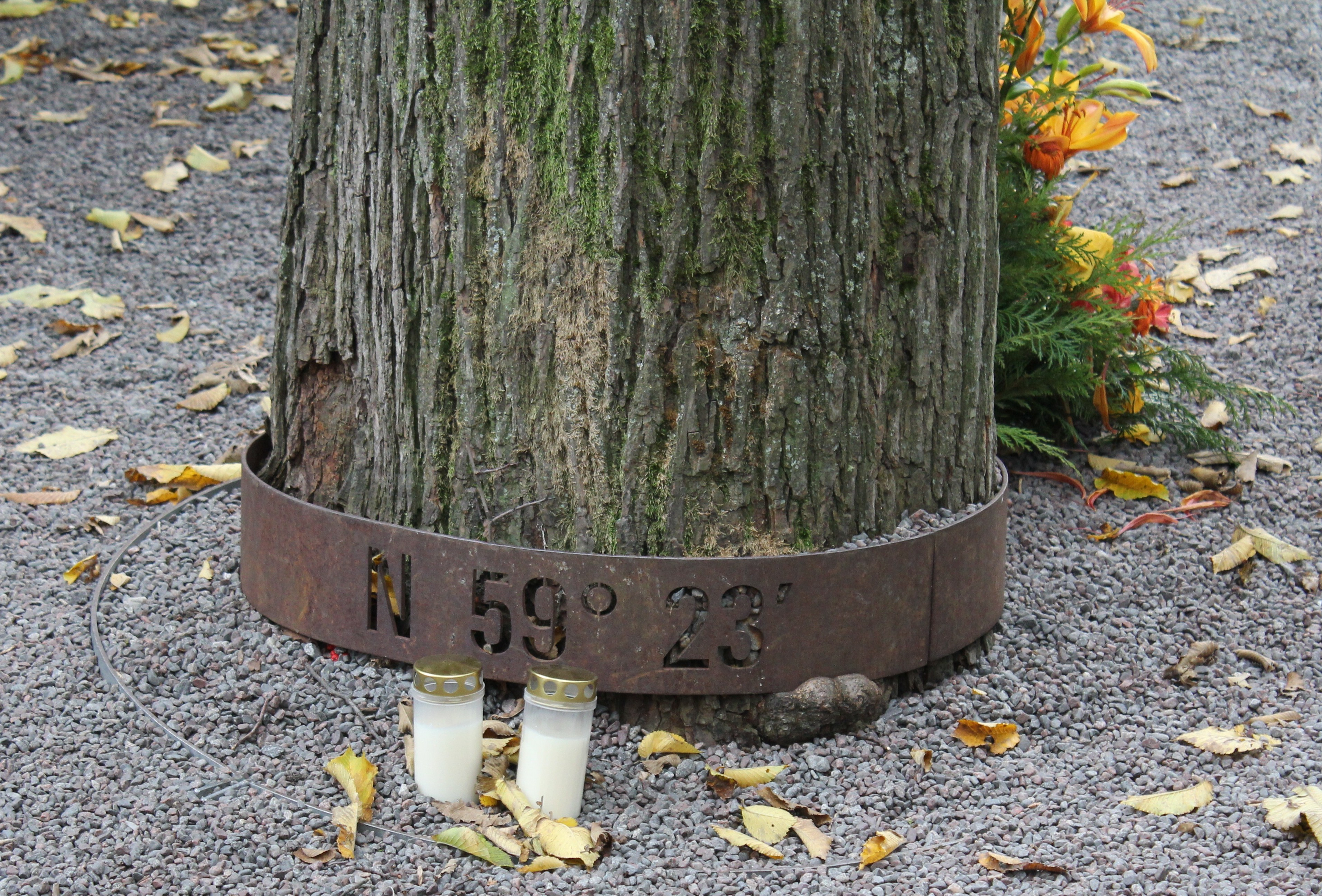
Onderaan de boom zit een ijzeren ring met de coördinaten van de plaats waar de Estonia is gezonken.

Precies drie jaar na de ramp werd dit monument ingehuldigd, namelijk op 28 september 1997, met een toespraak van Birgitta Dahl.
Op de steen staat te lezen:
In de nacht van 28 september 1994 zonk M/S Estonia op de reis van Tallinn naar Stockholm. 852 mensen kwamen om bij de ramp op de Baltische Zee. Ze woonden in Zweden (501), Estland (284), Letland (17), Rusland (11), Finland (10), Noorwegen (6), Denemarken (5), Duitsland (5), Litouwen (3), Marokko (2), Nederland (1), Frankrijk (1), Engeland (1), Canada (1), Wit-Rusland (1), Oekraïne (1) en Nigeria (1). We zullen hun namen en hun lot nooit vergeten.